# Lequio Tanaro
Lequio Tanaro – miejscowość i gmina we Włoszech, w regionie Piemont, w prowincji Cuneo.
Według danych na rok 2004 gminę zamieszkiwały 683 osoby, 56,9 os./km².